# Jackson County (Tennessee)
Jackson County je okres amerického státu Tennessee založený v roce 1801. Správním střediskem je město Gainesboro. Pojmenovaný je podle sedmého prezidenta USA Andrewa Jacksona.

## Sousední okresy
| Růžice kompasu | Macon County               | Clay County   |                | Růžice kompasu |
| Růžice kompasu |                            | Sever         | Overton County | Růžice kompasu |
| Růžice kompasu | Jackson County (Tennessee) |               | Overton County | Růžice kompasu |
| Růžice kompasu | Jih                        |               | Overton County | Růžice kompasu |
| Růžice kompasu | Smith County               | Putnam County |                | Růžice kompasu |